# Situnggaling
Situnggaling is een bestuurslaag in het regentschap Karo van de provincie Noord-Sumatra, Indonesië. Situnggaling telt 1344 inwoners (volkstelling 2010).